# Tanytarsus boltoni
Tanytarsus boltoni är en tvåvingeart som beskrevs av Ekrem, Sublette och James E. Sublette 2003. Tanytarsus boltoni ingår i släktet Tanytarsus och familjen fjädermyggor.
Artens utbredningsområde är Ohio. Inga underarter finns listade i Catalogue of Life.